# Resslova (Praha)
Resslova ulice na Novém Městě v Praze spojuje Jiráskovo náměstí a Karlovo náměstí. Nazvána je na počest vynálezce lodního šroubu Josefa Ressla (1793–1857). V budově bývalého Jiráskova gymnázia v čísle 10 je základní a další školy střední. Na rohu s ulicí Na Zderaze je dominantou Pravoslavný chrám svatého Cyrila a Metoděje postavený v 30. letech 18. století.
V červnu roku 2017 byly odhaleny dvě pamětní desky připomínající osudy manželů Loudových a Jesenských, kteří pomáhali československým parašutistům při atentátu na Reinharda Heydricha.

## Historie

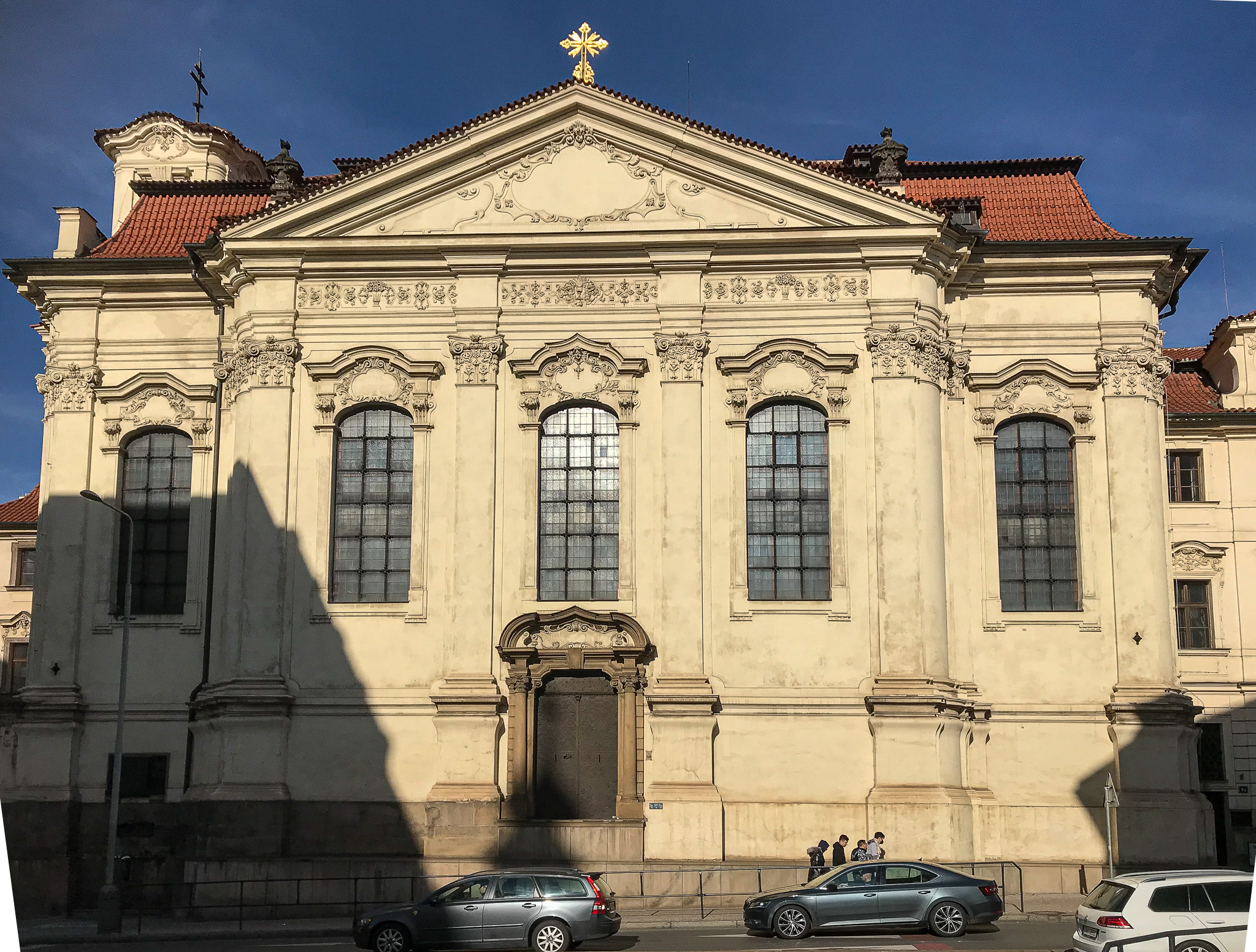
Pravoslavný chrám svatých Cyrila a Metoděje

Původně vedla ulice od Karlova náměstí jen k ulici Na Zderaze. Od 17. století měla název "Nad Hurtem", "U Hurta" nebo Hurtovská. Teprve po zbourání Svatováclavské trestnice a úpravách terénu po roce 1889 byla Resslova prodloužena v dnešní trase až k Vltavě. Současný název údajně platí od roku 1894, ale plány Prahy ji pod názvem Resslova uvádějí už od roku 1884, tedy už v době před jejím rozšířením.

## Budovy, firmy a instituce
severní strana od Karlova náměstí
- Budova Českého vysokého učení technického čp. 293/II, nárožní, vchod z Karlova náměstí, arch. Vojtěch Ignác Ullmann
- Bývalý dům emeritních kněží u sv. Karla Boromejského, čp. 307/II, Resslova 9, barokní stavba arch. Pavel Ignác Bayer a Kilián Ignác Dientzenhofer, dnes školní budova ČVUT, přístupná dvorem z Karlova náměstí
- Pravoslavný chrám svatého Cyrila a Metoděje[6] – barokní chrám s Národním památníkem hrdinů heydrichiády
- bývalá hospoda Na Zderaze, rohový dům čp. 1939/II Resslova 7 /Na Zbořenci
- Českoslovanská akademie obchodní[7] čp.1940/II Resslova 5, založená roku 1872. Jednalo se o nejstarší obchodní školou s českým vyučovacím jazykem v českých zemích. Jejím prvním ředitelem byl Emanuel Tonner
- Nárožní dům do Jiráskova náměstí - čp. 1775/II Resslova 1, poslední bydliště a úmrtní dům Aloise Jiráska, v přízemí a suterénu restaurace Potrefená husa[8]

jižní strana od Karlova náměstí
- rohová budova Reiffeisenbanky na místě renesančního domu U Šálků, zbořeného v asanaci po roce 1900 (domovní znamení přeneseno do Lapidária Národního muzea; vstup Karlovo náměstí 10
- Jiráskovo gymnázium Resslova, čp. 308/II, od r. 1949 základní škola Resslova 10, související mateřská škola ve Václavské ulici čp.273/II [9]
- Českoslovanská akademie obchodní dr. Edvarda Beneše, čp. 1780/II Resslova 8, na fasádě pamětní deska zdejšího profesora Josefa Václava Sládka
- Kostel svatého Václava na Zderaze – gotická budova na někdejší Břežské skále, Resslova 6, v přízemí galerie Via Art[10]
- Budova bývalého Energovodu nárožní dům do Gorazdovy ulice, čp. 1969/II, postaven roku 1959 na místě domu vybombardovaného při náletu na Emauzy roku 1945
- Tančící dům – na nábřeží, v prodloužení ulice do Jiráskova náměstí